# Șevcenkove, Velîka Pîsarivka
Șevcenkove (în ucraineană Шевченкове) este un sat în comuna Dmîtrivka din raionul Velîka Pîsarivka, regiunea Sumî, Ucraina.

## Demografie
Componența lingvistică a localității Șevcenkove
     Ucraineană (97,74%)
     Rusă (1,13%)
Conform recensământului din 2001, majoritatea populației localității Șevcenkove era vorbitoare de ucraineană (97,74%), existând în minoritate și vorbitori de rusă (1,13%).